# Rak bodljaš
Rak bodljaš (potkovičasti rak, američki bodljaš; Limulus polyphemus), vrsta morskog člankonošca iz reda Xiphosaura, razred Marostomata. Domovina su mu pjeskovite plaže atlantske obale Meksika, Sjedinjenih Država i Kanade, gdje se sakupljaju zbog mriještenja po pličacima.
Tijelo raka bodljaša s gornje strane je oklopljeno a ima dugačak rep kojim se najviše služi kao polugom. Rak bodljaš nalikuje na rakove ali to nije, enego pripada podcarstvu kliještara (Chelicerata) i najsrodniji je arachnidima ili paučnjacima. Najstariji foril ove vrste je iz vremena ordovicija, odnosno prije nekih 450 milijuna godina
Njihova jedinstvana karakteristika je plava krv koja ima tu boju zbog bakra u hemocijaninu, proteinu koji prenosi kisik. Za njihovu krv je ustanovljeno da otkriva prisutnosti bakterija, pa se koristi za otkrivanje onečišćenja u farmaceutskim lijekovima i medicinskim pomagalama. Kako bi došli do krvi godišnje sa sakupi oko 500 000 ovih rakova kojima se uzme 30% krvi nakon čega ih vraćaju nazad u vodu. Zbpog unosnog biznisa populacija ovih rakova postaje sve ugroženija.
Meso rakova bodljaša također se koisti kao hrana u Kini, Vijetnamu i SAD.-u na Aljaski i Cape Codu.
- Donji dio tijela ženke